# Lenins Testament

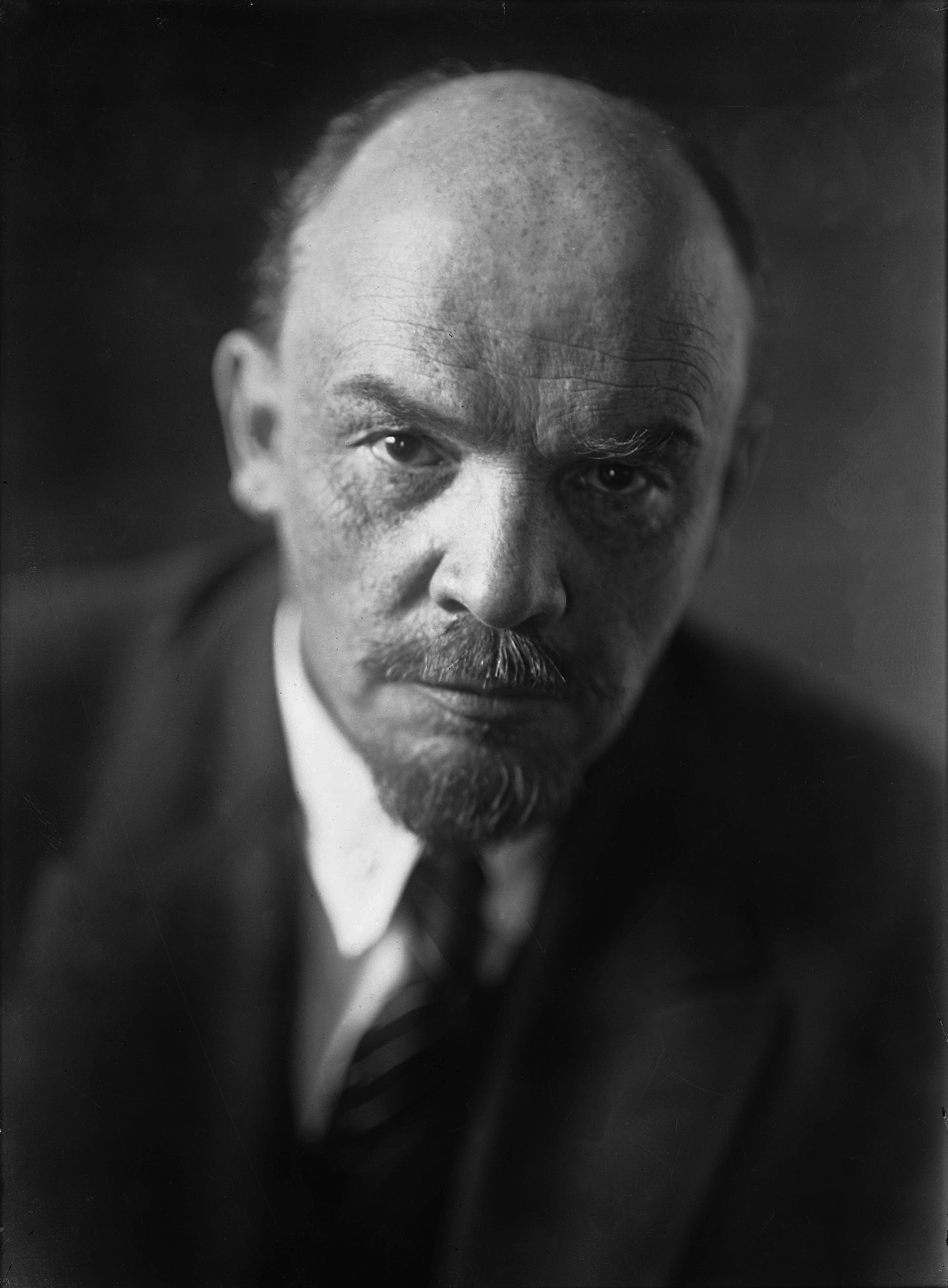
Wladimir Iljitsch Lenin (1920)

Als Lenins Testament werden zwei Dokumente bezeichnet, die Wladimir Iljitsch Lenin Ende 1922 und Anfang 1923 seinen Sekretärinnen Marija Woloditschewa und Lidija Fotijewa diktiert haben soll. In ihnen wird ein Umbau des Zentralkomitees und der russischen Regierung vorgeschlagen, die Führer der Kommunistischen Partei werden kritisiert und die Ablösung Stalins als deren Generalsekretär gefordert.

## Vorgeschichte
Im Mai 1922 erlitt Lenin den ersten von mehreren lähmenden Schlaganfällen. Die Führung der Partei übernahm daraufhin der Generalsekretär Josef Stalin, der auch damit beauftragt war, den Kontakt zu Lenin zu halten, welcher zur Erholung in Gorki residierte. Die aufkommenden Konflikte und die enorme Machtkonzentration in Stalins Händen waren für die Kommunisten des inneren Zirkels ersichtlich, wurden aber noch nicht offen ausgetragen.

## Inhalt
Neben Vorschlägen zur Erweiterung des Zentralkomitees, zur Kompetenzerweiterung des Staatlichen Plankomitee u. a., erhielt das Dokument durch die Kritik an Mitgliedern des Zentralkomitees eine große Wirkung und wurde nicht zuletzt deswegen in der Folge als politisches Testament Lenins betrachtet.

„Genosse Stalin hat, nachdem er Generalsekretär geworden ist, eine unermeßliche Macht in seinen Händen konzentriert, und ich bin nicht überzeugt, daß er es immer verstehen wird, von dieser Macht vorsichtig genug Gebrauch zu machen. Andererseits zeichnet sich Genosse Trotzki, wie schon sein Kampf gegen das ZK in der Frage des Volkskommissariats für Verkehrswesen bewiesen hat, nicht nur durch hervorragende Fähigkeiten aus. Persönlich ist er wohl der fähigste Mann im gegenwärtigen ZK, aber auch ein Mensch, der ein Übermaß von Selbstbewußtsein und eine übermäßige Vorliebe für rein administrative Maßnahmen hat.“

Des Weiteren werden auch die ZK-Mitglieder Sinowjew, Kamenew, Bucharin und Pjatakow eingeschätzt und mehr oder weniger stark kritisiert.

In einem zweiten, offenbar als Ergänzung zu verstehenden Dokument, das im Januar 1923 angefertigt wurde, wird nun unmissverständlich gefordert: 

„Stalin ist zu rücksichtslos, und wenn dieser Fehler auch in den Beziehungen unter uns Kommunisten erträglich ist, so wird er ganz unerträglich im Geschäftszimmer des Generalsekretärs. Darum schlage ich den Genossen vor, einen Weg zu finden, Stalin von dieser Stellung zu entfernen und sie einem andern Manne zu geben…“

## Unmittelbare Folgen
Das Dokument sollte ursprünglich auf dem Parteitag 1923 verlesen werden, doch wurde es von Lenins Ehefrau Nadeschda Krupskaja zurückgehalten und erst nach Lenins Tod im Januar 1924 dem Sekretariat des Zentralkomitees übergeben. Es stellte das herrschende Triumvirat (Stalin, Sinowjew und Kamenew) vor ein Dilemma. Einerseits hätten sie das Dokument gern unterdrückt. Zwar wurden auch ihre Gegner (Trotzki und Bucharin) kritisiert. Allerdings war es Stalin, der am meisten zu verlieren hatte. Andererseits schien das Dokument vom unangefochtenen Führer Lenin zu stammen, gegen den man sich nicht stellen konnte.
Es wurde ein Kompromiss gefunden. Den Delegierten würde das Dokument unter folgenden Bedingungen präsentiert:
1. Das Dokument würde jeder regionalen Delegation separat vorgelesen.
2. Es durften keine Notizen angefertigt werden.
3. Das Dokument durfte in der Plenarsitzung nicht erwähnt werden.
Gegen die Stimme von Nadeschda Krupskaja, die das Dokument dem Zentralkomitee übergeben hatte, wurde dieser Kompromiss angenommen. Das Dokument verfehlte die ihm intendierte Wirkung, Stalin von seinem Posten zu entfernen.

## Wirkung und Authentizität
Schon kurz nach Lenins Tod wurden die Dokumente als sein „politisches Testament“ bezeichnet. Für Josef Stalin blieben sie bis zum Erreichen seiner unangefochtenen Stellung in der Sowjetunion und der KPdSU in den 1930er Jahren ein immer wiederkehrender Stachel, da hier von höchster Ebene aus seine Legitimität bezweifelt wurde. Erst 1956, drei Jahre nach Stalins Tod, wurde der Inhalt sämtlichen Delegierten des Parteitags verlesen und kurz darauf in der Zeitschrift „Kommunist“ veröffentlicht.
Die Authentizität wurde jahrzehntelang nur selten infrage gestellt. Erst mit der Öffnung der Archive kamen Zweifel an der Autorschaft Lenins auf.
Laut dem Historiker Stephen Kotkin sprechen folgende Hauptgründe gegen die Authentizität:
1. Das „Testament“ entspricht nicht dem Muster anderer Dokumente Lenins aus dieser Zeit. Es ist weder von Lenin signiert oder initialisiert, noch sind stenographische Protokolle des angeblichen Diktats vorhanden.
2. Lenin hatte am 15./16. Dezember einen weiteren Schlaganfall, der ihm das Sprechen unmöglich machte, was die Frage aufwirft, wie er überhaupt etwas diktieren konnte, geschweige denn ein Testament dieses Umfanges.
3. Das angeblich im Dezember 1922 diktierte Dokument klingt stellenweise wie eine Antwort auf Debatten, die auf dem Parteitag im April 1923 geführt wurden.
4. Krupskaja war hauptverantwortlich für die Kommunikation mit Lenin und daher zumindest Mit-, wenn nicht gar Allein-Autorin des „politischen Testaments“.

## Bibliographie
- Stephen Kotkin: Stalin: Volume I: Paradoxes of Power, 1878–1928, Penguin Press, 2014, ISBN 1594203792.
- J. Donald Adams: "Lenin Betrayed By His Party; His "Testament," Praising Trotsky and Attacking Stalin-Zinovieff Group, Was Suppressed". New York Times, 12. Juli 1925
- Leon Trotsky: On the Suppressed Testament of Lenin (1932)